# 多宝佛
多宝佛（羅馬化：Prabhūta-ratna），又稱為多寶如來，為东方宝净世界之佛，入灭後以本愿为全身舍利多宝佛塔（汉传佛教多宝塔的式样来源）。若有诸佛说《法华经》，必于其前出现。《智度论七》曰：“有诸佛无人请者，便入涅槃而不说法。如《法华经》中多宝世尊，无人请故，便入涅槃。後化佛身及七宝塔证说法华经故一时出现。”

## 真言
心咒：唵，袍修羅蘭，怛（dá）他葛搭夜，娑婆訶。
現代漢語翻譯：嗡，啪啦虎他辣特那，打他尬他呀，梭哈。